# Land- und Stadtgericht Rogasen
Das Land- und Stadtgericht Rogasen war von 1834 bis 1849 ein preußisches Land- und Stadtgericht mit Sitz in Rogasen.

## Geschichte
Nach dem Ende der Franzosenzeit wurde die der französische Gerichtsorganisation entsprechende Gerichtsorganisation im Herzogtum Warschau 1815 zunächst von Preußen übernommen. Das Friedensgericht Rogasen wurde fortgeführt und dem Landgericht Posen zugeordnet. 1834 wurde die Gerichtsorganisation geändert und einheitlich Land- und Stadtgerichte gebildet. In dem – nun verkleinerten – Sprengel des Oberlandesgerichtes Posen bestanden 20 dieser Gerichte, darunter das Land- und Stadtgericht Rogasen. Das Land- und Stadtgericht Rogasen (polnisch: Sąd Ziemsko-Mieyski w Rogoźnie) nahm am 1. April 1835 seine Arbeit auf.
Das Land- und Stadtgericht Rogasen war für den Kreis Obornik zuständig. Dazu gehörten die Städte Rogasen mit 4199 Einwohnern (1838), Obornik mit 1499 Einwohnern, Murowana-Goslin mit 967 Einwohnern und Ryczywol mit 877 Einwohnern sowie 209 Dorfschaften mit 29.658 Einwohnern. Zusammen gab es damit 38.155 Gerichtseingesessene. Gerichtstage wurden in Murowana-Goslin und Obornik gehalten.
Am Gericht waren ein Direktor, fünf Richter, neun Subalterne und fünf Unterbeamte beschäftigt. Es war damit ein Land- und Stadtgericht 1. Klasse. Diese wirkten bei wesentlichen Fällen als Kollegialorgan.
1849 wurden die Land- und Stadtgerichte aufgelöst und durch Kreisgerichte ersetzt. Damit entstand das Kreisgericht Rogasen im Sprengel des Appellationsgerichts Posen.